# Абрамовский, Роман Романович
Роман Романович Абрамовский (укр. Роман Романович Абрамовський; род. 5 октября 1973, Комсомольск-на-Амуре, Хабаровский край, РСФСР, СССР) — министр защиты окружающей среды и природных ресурсов Украины (19 июня 2020 — 3 ноября 2021).

## Биография
Родился 5 октября 1973 года в городе Комсомольск-на-Амуре Хабаровского края в РСФСР. В 2006 году окончил Киевский университет МВД.

### Трудовая деятельность
С 1992 года работал топ-менеджером различных предприятий — «Юрвнешконсульт», «Украгробизнес», «Консул-моторс», «Автоленд», «ЭМЗ Металлист», «Укрстальконструкция», «Риола-Модуль ЛТД». Руководил компанией «Укрстальконструкция» с 2008 по 2012 год, контролируемой Сергеем и Александром Тарута.
Январь 2013 — ноябрь 2014 — штатный помощник на платной основе нардепа 7-го созыва от Партии регионов Александра Бобкова, который после начала российско-украинской войны на Донбассе перешёл на сторону террористов и возглавил роту «Пятнашка».
Декабрь 2014 — февраль 2015 — заместитель директора в ООО «Риола Модуль ЛТД».
С 4 февраля 2015 до 23 сентября 2015 года — заместитель министра в Министерстве регионального развития Украины Геннадия Зубко.
С 3 октября 2019 — заместитель министра энергетики и защиты окружающей среды Украины Ольги Буславец.
С 19 июня — министр экологии и энергетики Украины.

## Состояние
За 2019 год задекларировал 2,5 млн грн и 460 тысяч евро наличными, которые хранятся в украинском филиале российского «Сбербанка». Также было задекларировано 970 тыс. $ и 890 тыс. грн на счету жены. Кроме того, были задекларированы квартира, часы Ulysse Nardin, часы жены Breguet и её же ювелирные украшения. Всего было задекларировано три автомобиля — Mercedes Benz, Land Rover и BMW. При этом зарплата Абрамовского по основному месту работы за 2019 год составила 262,207 грн.

## Семья
Жена — Светлана Николаевна Юрченко (вместе с мужем является директором ООО «Корнел Украина», занимающаяся производством пластмассовых и резиновых изделий, а также строительством). Также Светлана владеет компаниями по производству электроэнергии «Трескон», «Інконі» и «Інтоні» (до 2019 года совладельцем в компаниях был сам Абрамовский), предприятие «Киевгидромонтаж» (строительство жилых и нежилых зданий, водных сооружений, торговля стройматериалами), также имеет в собственности 50 % компании по производству электроэнергии «Каменка-Столар» и строительном предприятии «Республиканский центр строительных экспертиз».
Сыновья — Александр и Алексей.